# Kimball (Metro de Chicago)
Kimball es la estación terminal de la línea Marrón del Metro de Chicago. La estación se encuentra localizada en 4755 North Kimball Avenue en Chicago, Illinois. La estación Kimball fue inaugurada el 14 de diciembre de 1907.  La Autoridad de Tránsito de Chicago es la encargada por el mantenimiento y administración de la estación. La estación fue renovada y abierta el 12 de enero de 2007.

## Descripción
La estación Kimball cuenta con 1 plataforma central, 1 plataforma lateral y 3 vías. La estación también cuenta con 73 de espacios de aparcamiento.

## Conexiones
La estación es abastecida por las siguientes conexiones: 
- Rutas del CTA Buses: #81 Lawrence #82 Kimball/Homan #93 California/Dodge